# Albuca toxicaria
Albuca toxicaria är en sparrisväxtart som först beskrevs av C. Archer och R.H.Archer, och fick sitt nu gällande namn av John Charles Manning och Peter Goldblatt. Albuca toxicaria ingår i släktet Albuca och familjen sparrisväxter. Inga underarter finns listade i Catalogue of Life.